# Soyuz 30
Soyuz 30 foi a segunda missão internacional do programa espacial soviético Intercosmos à estação orbital Salyut 6, e levou ao espaço o primeiro cosmonauta da Polônia.

## Tripulação
| Posição                | Cosmonauta            |
| ---------------------- | --------------------- |
| Comandante             | Pyotr Klimuk          |
| Cosmonauta pesquisador | Miroslaw Hermaszewski |

## Parâmetros da Missão
- Massa: 6 800 kg
- Perigeu: 197.6 km
- Apogeu: 261.3 km
- Inclinação: 51.66°
- Período: 88.83 minutos

## Pontos altos da missão
Mirosław Hermaszewski, o segundo cosmonauta da Intercosmos, voou para a Salyut 6 com Pyotr Klimuk. Seu programa de experimentos incluia biologia, observações da Terra e o estudo da aurora boreal.
Quinta expedição à Salyut-6. Atracou com sucesso na Salyut 6. Hermaszewski foi o primeiro cosmanauta polonês a entrar em órbita.